# Slovenska republiška liga 1950
La Slovenska republiška nogometna liga 1950. (it. "Campionato calcistico della Repubblica di Slovenia 1950") fu la quinta edizione del campionato della Repubblica Popolare di Slovenia. In questa stagione era nel quarto livello della piramide calcistica jugoslava.
Il campionato venne vinto dallo Korotan Kranj, al suo primo titolo nella competizione. Questa vittoria diede loro l'accesso agli spareggi per la Druga Liga 1951.
Parteciparono fuori classifica due compagini: la squadra "B" dell'Odred ed il Proleter Capodistria (che durante il torneo cambiò il nome in "Aurora"), quest'ultimo come rappresentante del Territorio Libero di Trieste.

## Squadre partecipanti
Prima dell'inizio del torneo, l'Udarnik Kranj ha cambiato il nome in "Korotan", mentre lo Jadran Lubiana in "Krim".
| Squadra          | Città           | Stagione 1948-49 | Stagione 1948-49      |
| Squadra          | Città           | Pos.             | Divisione             |
| ---------------- | --------------- | ---------------- | --------------------- |
| Branik           | Maribor         | 3°               | 1. Slovenska liga     |
| Nafta            | Lendava         | 4°               | 1. Slovenska liga     |
| Železničar (Mb)  | Maribor         | 5°               | 1. Slovenska liga     |
| Korotan          | Kranj           | 6°               | 1. Slovenska liga     |
| Sobota           | Murska Sobota   | 7°               | 1. Slovenska liga     |
| Kladivar         | Celje           | 8°               | 1. Slovenska liga     |
| Željezničar (Go) | Nova Gorica     | 1°               | 2. Slovenska liga     |
| Krim             | Lubiana         | 2°               | 2. Slovenska liga     |
| Proletarec       | Zagorje ob Savi | 1°               | Girone qualificazione |
| Milčnik          | Lubiana         | 2°               | Girone qualificazione |
| J. Gregorčič     | Jesenice        | 3°               | Girone qualificazione |
| Drava            | Ptuj            | 4°               | Girone qualificazione |

## Classifica
Fonte classifica: nkmura.si, Branik: Mura (21. januar 1951)
|  | Pos. | Squadra              | Pt               | G                | V                | N                | P                | GF               | GS               | QR               |
|  | ---- | -------------------- | ---------------- | ---------------- | ---------------- | ---------------- | ---------------- | ---------------- | ---------------- | ---------------- |
|  | 1.   | Korotan Kranj        | 38               | 22               | 18               | 2                | 2                | 71               | 24               | 2,958            |
|  | 2.   | Kladivar Celje       | 37               | 22               | 17               | 3                | 2                | 69               | 22               | 3.136            |
|  | 3.   | Branik Maribor       | 34               | 21               | 16               | 2                | 3                | 75               | 19               | 3,947            |
|  | 4.   | Nafta                | 32               | 20               | 16               | 2                | 3                | 71               | 26               | 2,730            |
|  | 5.   | Krim Lubiana         | 27               | 22               | 13               | 1                | 8                | 52               | 31               | 1,677            |
|  | 6.   | Sobota               | 21               | 22               | 9                | 3                | 10               | 55               | 31               | 1,774            |
|  | 7.   | Železničar Maribor   | 20               | 22               | 9                | 2                | 11               | 27               | 42               | 0,642            |
|  | 8.   | Željezničar Gorica   | 16               | 22               | 8                | 0                | 14               | 54               | 44               | 1,227            |
|  | 9.   | Miličnik Lubiana     | 15               | 22               | 5                | 5                | 12               | 36               | 61               | 0,590            |
|  | 10.  | Gregorčić Jesenice   | 9                | 20               | 4                | 1                | 15               | 28               | 56               | 0,500            |
|  | 11.  | Proletarec Zagorje   | 9                | 22               | 4                | 1                | 17               | 28               | 86               | 0,325            |
|  | 12.  | Drava Ptuj           | 2                | 22               | 1                | 0                | 21               | 15               | 107              | 0,140            |
|  |      | Odred Lubiana "B"    | Fuori classifica | Fuori classifica | Fuori classifica | Fuori classifica | Fuori classifica | Fuori classifica | Fuori classifica | Fuori classifica |
|  |      | Proleter Capodistria | Fuori classifica | Fuori classifica | Fuori classifica | Fuori classifica | Fuori classifica | Fuori classifica | Fuori classifica | Fuori classifica |

Legenda:
  Campione della Slovenska republiška liga 1950 ed ammesso agli spareggi per la 2. liga 1951.
      Qualificato in 2. liga 1951.
      Retrocessa nella divisione inferiore.
Note:
Due punti a vittoria, uno a pareggio, zero a sconfitta.
Alla fine del campionato, il Miličnik ha cambiato nome in Triglav, poi è seguita la fusione con il Borac.
Miličnik e Gregorečič avrebbero dovuto disputare un play-out. Ma dato che il Miličnik stava per essere chiuso, il play-out è saltato. Successivamente, dopo il cambio di nome in Triglav e la fusione con il Borac, il Miličnik si è ripreso ed ha ottenuto di rimanere nella 1. Slovenska liga successiva (che così passò ad un numero dispari di squadre: 11.
Classifica incompleta.

## Spareggi-promozione
```
Il Rudar Trbovlje (11º in 
Treća Liga 1950
) e Korotan Kranj (campione della Slovenia) si sfidarono per un posto in 
Druga Liga 1951
.
```

| Squadra 1      | Totale | Squadra 2     | Andata | Ritorno |
| -------------- | ------ | ------------- | ------ | ------- |
| Rudar Trbovlje | 6 – 5  | Korotan Kranj | 3 – 1  | 3 – 4   |

## Altre competizioni

### Coppa di Jugoslavia
Il 31 luglio 1949 iniziarono le qualificazioni per la coppa nazionale. Ai nastri di partenza si presentarono 14 squadre del distretto di Lubiana, 10 da quello di Maribor, 4 dal Gorenje, 4 dal Prekmurje, 6 dal  Primorje e 21 da quello di Celje.

4 squadre slovene si qualificarono per la Kup Maršala Tita 1949.